# ペンコフ文化
ペンコフ文化（英語: Penkov culture、ないしペンコフカ文化〈英語: Penkovka culture〉）は、5世紀から7世紀まで続いたプラハ・ペンコフ・コロチン文化複合のうちの南東群文化。中世前期のスラヴ語派の文化のひとつと推定される。西はドナウ川下流域、東はドネツ川北岸に広がっていた。
ウクライナ南西部から東部を中心に300か所ほどの遺跡が知られている。半地下式の小さな家屋が5軒から7軒集まった小村が、互いに3-5キロメートルほど離れて点在している。火葬の習慣が主であるが、土葬の形態もあった。この文化が隣接する黒海北岸地方のステップ地帯の遊牧民の文化的要素を受け入れていることから、イラン語群の人々がこのスラヴ人文化に同化した可能性がある。また、このペンコフ文化は、最初にバルカン半島に南下したスラヴ人に関連づけられる。特に、アント人との関連が指摘される。